# Natalja Antjoech
Natalja Nikolajevna Antjoech (Russisch: Ната́лья Никола́евна Антю́х) (Leningrad, 26 juni 1981) is een Russische atlete, die is gespecialiseerd in de 400 m. De meeste medailles won ze op de 4 x 400 m estafette, waarop zij in 2004 olympisch kampioene werd. Later schakelde zij over op de 400 m horden en werd in 2010 Europees kampioene in deze discipline. In 2012 veroverde ze op deze afstand een gouden medaille bij de Olympische Spelen van Londen. Deze medaille is haar later afgepakt als gevolg van een na een onderzoek vastgestelde overtreding van het dopingreglement. Sinds 2021 zit zij nu een vierjarige schorsing uit, terwijl zij is gediskwalificeerd voor alle sinds 15 juli 2012 behaalde resultaten, dus inclusief haar olympische gouden medaille op de 400 m horden.

## Biografie

### Eerste successen
Aan het begin van haar sportcarrière won Antjoech op de 400 m een gouden medaille op het Europees Olympisch Jeugdfestival van 1997. Een jaar later won ze op dit nummer wederom goud op de Wereld Jeugd Spelen in Moskou. Hierbij versloeg ze de Chinese Li Shuju (zilver) en de Poolse Dorota Wyszogrodzka (brons).
Haar eerste grote prestatie was het winnen van een gouden medaille op de 400 m tijdens de indoorkampioenschappen van 2002 in Wenen. Met een tijd van 51,65 s versloeg ze de Duitse Claudia Marx (zilver) en de Ierse Karen Shinkins (brons). Later dat jaar won ze op de Europese outdoorkampioenschappen een zilveren medaille op de 4 x 400 m estafette.

### Olympisch zilver wordt goud
Op de Olympische Spelen van Athene dat jaar ging Natalja Antjoech aanvankelijk naar huis met een zilveren en een bronzen medaille; op de 400 m werd ze achter de Bahamaanse Tonique Williams-Darling (goud; 49,41) en de Mexicaanse Ana Guevara (zilver; 49,56) derde in 49,89. Op de 4 x 400 m estafette, waaraan zij deelnam samen met Olesja Forsjeva, Natalja Nazarova en Olesja Zykina, finishte ze achter de Amerikaanse estafetteploeg (eerste in 3.19,01)  als tweede in 3.20,16. In 2010 echter bekende Crystal Cox, lid van het Amerikaanse estafetteteam tijdens de kwalificatie, doping te hebben gebruikt. Als gevolg daarvan werd met terugwerkende kracht het Amerikaanse team gediskwalificeerd en schoven de medailles door, waardoor de Russinnen alsnog het goud in de schoot geworpen kregen.
Op de wereldkampioenschappen van 2005 in Helsinki werd Antjoech op de 400 m in de halve finale uitgeschakeld, maar op de 4 x 400 m won ze met het Russische team, bestaande uit haarzelf, Joelia Petsjonkina, Olesja Forsjeva en Svetlana Pospelova, goud. Op de WK van 2007 in Osaka behaalde ze op de 400 m een zesde plaats. Op de 4 x 400 m won ze een zilveren medaille met haar teamgenotes Ljoedmila Litvinova, Natalja Nazarova en Tatjana Veshkurova.

### Overstap naar 400 m horden
In 2008 nam Antjoech niet deel aan het belangrijkste toernooi van het jaar: de Olympische Spelen in Peking. In 2009 was ze er echter weer bij. Allereerst op de Europese indoorkampioenschappen in Turijn, waar ze op de 400 m met een vierde plaats in 52,37 net buiten de medailles bleef. Op de WK in Berlijn, later dat jaar, bewees ze ook goed uit de voeten te kunnen op de 400 m horden; met een tijd van 54,11 finishte ze in de finale van dit zware nummer als zesde. Op de 4 x 400 m estafette maakte ze in de serie tevens deel uit van de Russische ploeg, die haar serie won in de beste seizoentijd van 3.23,80. De ploeg bestond naast Antjoech uit Natalya Nazarova, Tatjana Firova en Ljoedmila Litvinova. In de finale waren Antjoech en Nazarova vervangen door Anastasia Kapatsjinskaja en Antonina Krivosjapka. Dit Russische viertal liep naar een nog weer snellere tijd van 3.21,64, waarmee het de bronzen medaille veroverde.
In 2010 werd Antjoech Europees kampioene op de 400 m horden: in de finale liet ze met een tijd van 52,92 Vanja Stambolova en Perri Shakes-Drayton achter zich. Met haar winnende tijd, een persoonlijk record, liep de Russische zich naar de tweede plaats op de wereldranglijst van 2010, achter de Amerikaanse Lashinda Demus, die deze lijst met 52,82 aanvoerde.
Op de Olympische Spelen van 2012 in Londen won ze op de 400 m horden een gouden medaille. Met een tijd van 52,70 eindigde ze voor de Amerikaanse Lashinda Demus (zilver; 52,77) en de Tsjechische Zuzana Hejnová (brons; 53,88). Met de 4 x 400 m estafetteploeg behaalde Antjoech een zilveren medaille.
Antjoech was een stuk minder succesvol bij de wereldkampioenschappen van 2013 op eigen bodem. In Moskou behaalde de atlete niet de finale op de 400 m horden. Ze haalde wel de finale met de 4 x 400 m estafetteploeg, maar ze werd in die finale niet opgesteld. Het Russische team veroverde wel de titel.

### Doping
In 2020 werd bekend dat Antjoech tot een groep van Russische atleten behoorde die werden verdacht van het gebruik van doping. Dat kwam aan het licht door bewijs in het onderzoek van de Canadees Richard McLaren, die zijn onderzoeksresultaten in 2016 aan de World Anti-Doping Agency presenteerde. McLaren legde eerder een door de staat gestuurd dopingnetwerk bij de Winterspelen van 2014 in Sotsji bloot. De hierop volgende schorsing van de in het onderzoek genoemde atleten werd wat Antjoech betreft op 7 april 2021 bevestigd door het Hof van Arbitrage voor Sport, die werd geschorst tot 2025, waarbij al haar resultaten vanaf 30 juni 2013 werden geschrapt. In oktober 2022 ging, meer dan tien jaar en twee maanden nadat die resultaten waren behaald, ook nog eens een streep door alle door haar geleverde prestaties in de periode van juli 2012 tot juni 2013. Dit hield in dat ze ook haar op de 400 m horden behaalde gouden olympische medaille van 2012 moest inleveren. Als gevolg hiervan werd de toen als tweede geëindigde Lashinda Demus met terugwerkende kracht tot olympisch kampioene benoemd.

## Titels
- Olympische kampioene 400 m horden - 2012
- Olympisch kampioene 4 × 400 m - 2004
- Wereldkampioene 4 × 400 m - 20131
- Wereldindoorkampioene 4 × 400 m - 2003, 2004, 2006
- Europees kampioene 400 m horden - 2010
- Europees indoorkampioene 400 m - 2002
- Europees indoorkampioene 4 × 400 m - 2009
- Russisch kampioene 400 m - 2007
- Russisch kampioene 400 m horden - 2010, 2011, 2012
- Russisch indoorkampioene 400 m - 2002

1Antjoech liep alleen in de series mee.

## Persoonlijke records
Outdoor
| Onderdeel    | Prestatie          | Datum        | Plaats    |
| ------------ | ------------------ | ------------ | --------- |
| 200 m        | 22,75 s (-0,2 m/s) | 6 juli 2004  | Toela     |
| 400 m        | 49,85 s            | 31 juli 2004 | Toela     |
| 400 m horden | 52,92 s            | 30 juli 2010 | Barcelona |

Indoor
| Onderdeel | Prestatie | Datum            | Plaats    |
| --------- | --------- | ---------------- | --------- |
| 200 m     | 23,56 s   | 11 februari 2005 | Wolgograd |
| 300 m     | 36,79 s   | 12 januari 2006  | Moskou    |
| 400 m     | 50,37 s   | 18 februari 2006 | Moskou    |

## Palmares

### 200 m
- 2004:  Europacup - 22,83 s

### 400 m
- 1997:  Europees Olympisch Jeugdfestival - 59,75 s
- 1998:  Wereld Jeugd Spelen - 59,98 s
- 2001:  Europacup - 51,37 s
- 2001: 7e in serie WK - 52,71 s
- 2002:  EK indoor - 51,65 s
- 2003:  Europese indoorcup - 52,66 s
- 2004:  OS - 49,89 s
- 2004: 5e Wereldatletiekfinale - 50,95 s
- 2005:  Europacup - 50,67 s
- 2005: 3e in ½ fin. WK - 50,99 s
- 2005: 8e Wereldatletiekfinale - 51,90 s
- 2007: 6e WK - 50,33 s
- 2009: 4e EK indoor - 52,37 s

### 400 m horden
Kampioenschappen
- 2009: 6e WK - 54,11 s
- 2010:  EK - 52,92 s
- 2010: 4e Wereldbeker - 55,19 s
- 2011:  WK - 53,85 s
- 2012:  OS - 52,70 s
- 2013: 6e in ½ fin. WK - 55,55 s

Diamond League-podiumplaatsen
- 2010:  Shanghai Golden Grand Prix - 54,83 s
- 2010:  Golden Gala - 54,00 s
- 2010:  Herculis - 54,24 s
- 2011:  Bislett Games - 55,45 s
- 2011:  Meeting Areva - 54,41 s

### 4 x 400 m estafette
- 2002:  EK - 3.25,59
- 2003:  WK indoor - 3.28,45
- 2004:  OS - 3.20,16 (was zilver)
- 2005:  WK - 3.20,95
- 2006:  WK indoor - 3.24,91
- 2007:  EK indoor - 3.28,16
- 2007:  WK - 3.20,25
- 2009: 1e in serie WK - 3.23,80
- 2011:  WK - 3.19,36
- 2012:  OS - 3.23,23
- 2013:  WK - 3.20,191

1Antjoech liep alleen in de series mee. In die series liep het Russische team 3.23,51.
1984: Nawal El Moutawakel ·
1988: Debbie Flintoff-King ·
1992: Sally Gunnell ·
1996: Deon Hemmings ·
2000: Irina Privalova ·
2004: Fani Chalkia ·
2008: Melaine Walker ·
2012: Lashinda Demus ·
2016: Dalilah Muhammad ·
2020: Sydney McLaughlin ·
2024: Sydney McLaughlin-Levrone
1983: Walther, Busch, Koch, Rübsam ·
1987: Neubauer, Emmelmann, Schersing, Busch ·
1991: Ledovskaja, Dzjigalova, Nazarova, Bryzgina ·
1993: Torrence, Malone-Wallace, Kaiser-Brown, Miles-Clark ·
1995: Graham, Stevens, Jones, Miles-Clark ·
1997: Feller, Rohländer, Rücker, Breuer ·
1999: Tsjebykina, Gontsjarenko, Kotljarova, Nazarova ·
2001: Richards, Scott, Parris, Fenton ·
2003: Barber, Washington, Richards, Miles-Clark ·
2005: Petsjonkina, Krasnomovets, Antjoech, Pospelova ·
2007: Trotter, Felix, Wineberg, Richards ·
2009: Dunn, Felix, Demus, Richards ·
2011: Richards-Ross, Felix, Beard, McCorory ·
2013: Goesjtsjina, Firova, Ryzjova, Krivosjapka ·
2015: Day, Jackson, McPherson, Williams-Mills ·
2017: Hayes, Felix, Wimbley, Francis ·
2019: Francis, McLaughlin, Muhammad, Jonathas ·
2022: Diggs, Steiner, Wilson, McLaughlin ·
2023: Saalberg, Klaver, Peeters, Bol